# 134ª Squadriglia radar remota
La 134ª Squadriglia radar remota (134ª Sq.R.R.) è un ente dell'Aeronautica Militare situato a Lampedusa, in Provincia di Agrigento.
Essa contribuisce alla sorveglianza dello spazio aereo di competenza, attraverso il corretto funzionamento e il mantenimento in efficienza del sistema d'arma e degli apparati radio per le comunicazioni terra/bordo/terra nel Mediterraneo centrale e meridionale. È stata remotizzata nel 1998.
Gli impianti radar sono situati a ponente dell'isola, mentre la sede operativa è situata al "Distaccamento aeronautico dell'AM", situato nelle vicinanze della pista dell'aeroporto di Lampedusa, dipendente dal 37º Stormo.
Attualmente il sistema d'arma in dotazione alla Squadriglia è il sensore radar RAT31-SL collegato con le Sale Operative di Poggio Renatico (FE) e del 22º Gruppo radar di Licola (NA) alle quali trasmette i dati di avvistamento e tracciamento dei velivoli acquisiti. Dipende dalla  4ª Brigata telecomunicazioni e difesa aerea.

## Storia
L'Aeronautica Militare era presente a Lampedusa già nel 1958 con una stazione di telecomunicazioni radio e un punto di rilevamento meteo.
La presenza militare ha subito varie modifiche nel corso dei decenni fino dalla costituzione nel 1983. A seguito dell'attacco missilistico libico del 1986, il 1º novembre dello stesso anno la 134ª Squadriglia fu dotata del Sistema AN-FPS-8 e, nel 1989, del Sistema MRCS (Mobile Radar Combat System) allo scopo di garantire la sorveglianza e il controllo dello spazio aereo, onde salvaguardare l'integrità della sicurezza nazionale da minacce provenienti dal Nordafrica.
Nel 1998 la sala controllo di Lampedusa fu dismessa e la Squadriglia assunse la configurazione di sensore remoto, dotato di un datalink col sito di Mezzogregorio (34º Gruppo radar), vicino a Siracusa.
Nel 2004 viene installato il più moderno sistema RAT-31 SL Long Range, che è l'attuale sistema radar operativo e collocato geograficamente nella  ex base "Loran C".
Parallelamente nel 1993 veniva costituito il "Distaccamento aeronautico", dislocato presso l'aeroporto civile che, nell'anno successivo veniva trasferito nell'attuale posizione geografica nella parte sud orientale dell'isola, adiacente al sedime aeroportuale. Il compito del Distaccamento è fornire il supporto logistico, tecnico e amministrativo a tutti gli enti dell'Aeronautica Militare presenti sull'isola.
La sua posizione strategica è stata a più riprese fondamentale per la corretta gestione delle operazioni militari NATO nell'area, in particolare durante la guerra civile libica assieme ad altri siti della difesa aerea a Marsala e Mezzogregorio.
Nell'ottica di un ridimensionamento delle risorse destinate all'Aeronautica nel decennio 2013-2024 la stazione radar è stata remotizzata, a partire dal ed è posta alle dipendenze del 4º Reparto tecnico manutentivo di Borgo Piave (LT).
È prevista la sostituzione degli impianti coi più moderni RAT31-DL di Selex Sistemi Integrati, onde uniformare le capacità della stazione a quella delle altre stazioni radar distribuite sul territorio nazionale.

## Equipaggiamenti
- dal 1º novembre 1986, radar AN/FPS-8;
- dal 1989 radar 3D mobile Selenia MRCS-403 RAT-31S;
- dal 2004 radar 3D Selex ES RAT-31 SL.